# Cîrnățeni, Căușeni
Cîrnățeni este un sat din componența raionului Căușeni, Republica Moldova. Localitatea face parte din categoria satelor care nu formează comune.

## Așezare geografică
Cîrnățeniul se învecinează cu Chircăiești la nord vest; Plop-Știubei și Grădinița la est; Popeasca în sud-vest; Ermoclia în sud și orașul Căușeni la vest. Cîrnățeni se află la o distanță mică de Parcul Leuntea și Grădinile Nighicea, din imediată apropiere a luncii râului Nistru, care reprezintă unica și cea mai veche plantație de copaci fructiferi de peste 100 ani din Republica Moldova, cu multe izvoare care alimentează râulețul Știubei, unul din principalele râulețe locale ce se revarsă în fluviul Nistru.
Din 31 martie 2022 localitatea este inclusă în zona Parcului Național „Nistrul de Jos”.

## Etimologie

### Legendă
Odată, un mare negustor din Tighina a stat la popas pe aici. S-au oprit și alți negustori, drumeți și și-au exprimat dorința „că bine ar fi de-ar fi pe meleagurile acestea vreun tractir, (cârciumă) vre-un olac, trecătorii s-ar odihni și ar merge la popas”. Marele negustor din Tighina auzind una ca asta a poruncit să se construiască o prăvălie-olac. Drumeții se opreau, se odihneau și mâncau pe meleagurile satului. Aici se pregăteau cârnăciori de mai multe feluri și foarte gustoși. Vestea lor foarte repede s-a răspândit prin acest ținut. De la acești cârnăciori gustoși a și provenit denumirea satului Cîrnățeni.

### Atestare documentară
Încă de pe vremuri prin localitate trecea drumul care lega Iașul cu Tighina ori Cetatea Albă prin Pîrcălăbia Ciubărciului. Pe marginea acestui drum se află un izvor (cișmea) amintit într-un document al lui Petru Rareș din 22 martie 1535, prin care pârcălabul Tomșa de Cioburciu primea o moșie de lângă „Chișinăul Mare” de pe malul drept al râului Botna, care se afla „între Dobre și Oale”, pentru a-și întemeia sat. 
În hrisovul lui Alexandru Lăpușneanu din 1554-1555 se menționează că logofătul Toader Bubuiog a făcut o danie mănăstirii Humor, inclusiv satul „Boboiugii sub Troian, unde se cheamă Fântâna Mare” .  Adică, o perioadă scurtă satul de la Chișinăul Mare sau Fântâna Mare, aflat la Sud de Valul lui Traian de Sus s-a numit Bobuiugi sau Boboiugi, de la numele proprietarului acestuia.  
Cișmeaua din localitate este cunoscută din vremuri îndepărtate. Se spune că ar fi fost construită de turci (în varianta actuală) și e formată din câteva fântâni, din care iese o singura scurgere. Localizarea acestor fântâni nu s-a efectuat. Printre alte legende se spune „că cine ar intra acolo nu v-a mai ieși”. Având în vedere vârsta acestui izvor, se poate spune că tot pe aici au locuit turcomanii nomazi, la care indică mulțimea de movile rituale din preajmă. 
Fântâna Mare sau Chișinăul Mare poate fi identificat cu acest „izvor bătrânesc” din satul Cîrnățeni, care și în ziua de azi are un debit sporit de apă, deși, spun bătrânii, a scăzut mult. Tradiția locală relatează că anume lângă acest izvor s-au așezat cu traiul primii locuitori ai satului. Numele lui actual ar proveni de la „Krinița” sau „Крини́ца”, ce din slavonă sau rusă dialectică regională înseamnă izvor.
Având în vedere că toponimul „Кръница” este adeseori folosit în hrisoavele domnești, care se scriau în limba oficială slavonă, la care s-a adăugat sufixul românesc „eni”, este aproape indiscutabilă proveniența numelui actual al localității. S-a oprit la varianta slavonă pentru a nu fi confundat cu alte Chișinău-ri din Moldova. Trebuie de remarcat, că în documentele vechi satul mai figurează sub numele de „Kirnițani” sau „Кирницанъ”. 
Prima atestare cu numele de azi a localității apare în „Jurnalul de drum” al lui Iohann Mayer, emisarul reginei Cristina a Suediei la hanul tătarilor, Islam Ghirai al III-lea. La întoarcere din Crimeea a trecut pe aici în prima zi de Rusalii, 18 mai 1651.

### Toponimie
Pe lângă numele localității, în circulație verbală mai există și azi careva toponime, rămase din strămoși, referitoare la moșii sau așezări, unele dintre ele fiind întâlnite și în alte regiuni ale Moldovei:
- Botna - lunca râului cu același nume. Folosit pentru a reprezenta partea de nord a satului;
- Țulea - o moșie a unui boier Țulea de la Căușeni. Acum reprezintă zona de sud a localității. Se știe că a rămas o fântână de pe fosta moșie, care i-a preluat numele;
- Valea Turcului - valea spre Cioburciu, unde pe timpuri se aflau așezări ale oștii turcești. Prin această vale curge râulețul Știubei;
- Cojușna - valea ce desparte Căușenii Vechi de sat;
- Zlatiș - un hârtop situat în partea de sud-vest, ce mărginește cu Cojușna. Aici se afla o fântână adâncă din piatră, cu cumpănă și cu o construcție mai puțin obișnuită, cu diametru gurii mic, având forma unui ulcior în subteran. Avea colacul făcut dintr-o lespede de piatră găurită, așezată la pământ, iar alături o oală (uluc) cioplită dintr-o piatră. Toponimul „Zlatiș” ar fi de proveniență bulgară ce se traduce ca „de aur”.
- Hârtop - un hârtop împădurit din partea de sud, cu multe izvoare, din care își ia începutul un râuleț, ce trece de-a lungul satului.
- Ciobani - seliște din Hârtop, de care mai amintesc și azi pomii fructiferi bătrâni din pădure. Locuitorii s-au strămutat în sat prin anii 1960. Tot pe aici era o stână mare de oi, sau chiar câteva stâne;
- Știuca - un hârtop cu izvoare din partea de sud.

## Istorie

### Preistoria
Cele mai vechi vestigii arheologice arată faptul, că aceste locuri au fost populate din antichitate, în epoca bronzului târzie.
În timpul lucrărilor de construcție a conductei de gazificare Tiraspol→Căușeni→Bolgrad au fost studiați tumulii din jurul satului, situați de-asupra pădurilor din sud și est, în imediată apropiere. Astfel, s-a stabilit apartenența acestor movile unor culturi ale popoarelor nomade sau semi-nomade:
- cultura Sabatinovka[13] din sec. XV-XIV î.e.n.[14]
- cultura Sarmată din sec. II e.n.[15]
- nomazi turcomani pecenegi din sec. X-XI e.n.[16] Existența în aceste morminte a obiectelor de ceramică tipice pentru popoarele de origine slavă demonstrează legătura culturală dintre aceste popoare, stabilită la granița dintre ele.

În evul mediu aceste movile (tumuli) erau folosite de oștiri drept faruri de semnalizare sau alarmă, fiind aprinse pe ele făclii sau ruguri.

### Evul Mediu
După anul 1595 și până în 1812 teritoriul satului se află sub ocupația Hoardei Bugeacului. Țăranii băștinași erau adesea prădați de oștirile turcești. Un episod este descris de Iohann Mayer în jurnalul său. 
Hotarul dintre Bugeac și Țara Moldovei era situat pe dealurile din preajma satului. Într-un raport al lui Jacob Eberhardt despre vechii stâlpi, pietre funerare și morminte, elaborat în 1918, este amintit un stâlp cu inscripții necunoscute, ce se afla la o margine de sat. Posibil să fi fost locul vamei turcești, sau un semn de hotar. Acest stâlp din piatră se afla în Valea Turcului, pe drumul spre Cioburciu.
După încheierea Tratatului de la București la sfârșitul războiului ruso-turc dintre 1806-1812, împreuna cu toată zona Bugeacului trece sub dominația Imperiului Rus.

### Secolele 19 și 20
La începutul sec. XIX satul avea o biserică din lemn cu o sacristie, construită în sec. XVIII, cu hramul Sf. Mihail, reconstruită mai apoi în piatră în 1818.
Pe parcursul anului 1817, concomitent cu depunerea jurământului de credință față de împăratul rus Alexandru I, pe teritoriul Basarabiei s-a desfășurat recensământul populației pentru determinarea numărului de locuitori, structurii demografice și a potențialul economic ai noii regiuni. La acel recensământ în Cârnățeni au fost numărați 1 preot, 1 dascăl și 1 pălămar. Pătura socială de jos era reprezentată de 41 de gospodării și 20 de burlaci. În total s-au numărat 74 de birnici. Recensământul nu a inclus femeile căsătorite și copii, ci doar persoanele care trebuiau să plătească impozit. Moșia satului cuprindea 200 fălci de fânețe, 160 fălci de terenuri arabile, 600 fălci de pășuni, 25 fălci – suprafața satului. Râul Botna care traversa marginea de nord a moșiei era prielnic pentru pescuit. În 1817 satul Cârnățeni făcea parte din ocolul Benderului din cadrului ținutului Bender.
Școala parohială din satul Cîrnățeni, construită cu ajutorul familiei de nobili Ponset, latifundiști de la Leuntea, urmași ai generalului Mihail Iv. Ponset, și-a deschis ușile în anul 1861. 
Pe la mijlocul anilor 1920 în sat erau o primărie, o jandarmerie, o școală primară și 2 magazine. Satul era sărac, cu case mici acoperite cu stuf, mici grădini gospodărești. Aproape că lipsea medicina, consecința fiind morbiditatea prematură ridicată, mai cu seamă din cauza bolilor infecțioase.
În anul 1928 în satul Cîrnățeni în domeniul comerțului funcționau  6 băcănii (Benovfer Z., Blidar C., Cofman D., Șuaider R., Ucitel H. și Ucitel S.), 2 cârciumi (Odeschi N., Paneș I.) și 1 cooperativă de consum. În calitate de meșteșugari activau un fierar (Nogai I.) și șelar (Galan Ș.). De asemenea, unii săteni erau specializați în morărit (Baidan M., Balaban D., Balaban I., Baltag P., Dilan C., Paniș I.). În primul deceniu de administrație românească a activat Banca populară „Sârguința”. Cu agricultura se îndeletnicea Dilan Constantin care deținea 30 ha și viticultorii Dilan Gheorghe cu 2 ha de vie, Lingureanu Iacob – 2 ha, Paniș Ioan – 2,5 ha.
După 1955 în sat erau deja construite o școală medie, casa de cultură, un spital. A fost asfaltat drumul ce traversează satul, cu trotuar pentru pietoni. 
În cadrul consiliului sătesc Cîrnățeni din 1956 intrau satele Cîrnățeni, Plop-Știubei și cătunul Ciobani, strămutat mai apoi în sat.
În conformitate cu Hotărârea nr. 509 s.s. a Consiliului de Miniștri al R.S.S. Moldovenești „Cu privire la deportarea din R.S.S. Moldovenească a familiilor de chiaburi, a foștilor moșieri și a marilor comercianți”, în noaptea de 5 spre 6 iulie, din sat au fost ridicate cu forța și deportate în regiunea siberiană Kurgan 2 familii de plugari, familia lui Blidaru Ipolit și a lui Rață Nichifor, în total 12 persoane, fiind declarați „chiaburi”.
Spre sfârșitul perioadei sovietice satul avea o școală primară și una medie, care a primit primii școlari în 1989. Noua școală este una modernă, echipată cu o sală de calculatoare, sală sportivă, sală de festivități, clase de specialități cu echipament didactic, bibliotecă. De asemenea funcționează Casa de cultură cu cinematograf și bibliotecă, 2 grădinițe, ateliere de deservire socială, magazine. 
Astăzi în cadrul școlii funcționează Liceul Teoretic cu Profil Arte „Grigore Grigoriu”, cu o filială înființată în anul 2017 la mănăstirea „Sf. Mironosițe Marta și Maria” din satul Hagimus. 
În războiul pentru apărarea integrității teritoriale și a independenței Republicii Moldova din 1992 și-au pierdut viața 5 bărbați mobilizați din Cîrnățeni: Catan Grigore (n. 29.03.1957), Catruc Ilie (n. 1960); Munteanu Nicolae (2.03.1964), Vartic Ion (n.1956) Vîrtosu Grigore (n. 1961).

### Biserica „Sf. Arhangheli Mihail și Gavriil”⁠
Biserica „Sf. Arhangheli Mihail și Gavriil”⁠ a fost inițial construită din lemn în sec, XVIII. Data exactă a construcției nu se știe. După 1812 biserica a fost reconstruită în piatră, iar în 1818 a fost finisată clopotnița. 
Hramul Sf. Arhangheli Mihail și Gavriil era ales de mai multe biserici în acea vreme pentru a avea îngeri ocrotitori ai localității împotriva năvălirilor tătare și otomane. 
În timpul dominației otomane și până la instaurarea dominației imperialiste rusești, biserica făcea parte din Mitropolia Proilaviei, care aparținea Patriarhiei Ecumenice de la Constantinopol. Din 1813 face parte din Eparhia Chișinăului și a Hotinului, ridicată în rang de Mitropolie a Basarabiei în 1917, inclusă în cadrul Bisericii Ortodoxe Române în 1918 și desființată de autoritățile sovietice în 1944. În luna august 1944 Biserica din Basarabia este încorporată în Patriarhia Moscovei. După desființarea Uniunii Sovietice biserica face parte din Mitropolia Chișinăului și a întregii Moldove (sau Biserica Ortodoxă din Moldova), supusă canonic jurisdicției Patriarhiei Ortodoxe Ruse.
În prima jumătate a sec. XIX aici slujeau preotul Marc Popovschi și diac. Grigorii Gachkevich. Biserica era înzestrată mediocru cu veșminte și cărți.
Conform recensământului din anul 1835, preot era Trofim Sârbul (Serbov) în vârstă de 35 de ani, iar diacon Isaia Andronachi.
Până în luna iunie 1869 paroh al bisericii a fost preotul de Copanca Ieremia Levițkii. Din luna iulie 1869 aici slujește preotul Mihail Sacinski.
În a doua jumătate a sec. XIX, până la 1898, preot al bisericii a fost Andrei Negruțov.
La începutul sec. XX biserica dispunea de un local pentru școala bisericească, construit în 1861 și o moșie ce mărginea cu domeniul Efremov (Ponset) de la Leuntea (Grădinița), cu un fond funciar de 18 ha. Preot și reprezentant al obștii localității era Leon Danilov, paroh al bisericii din 16 martie 1898. 
În luna septembrie 1898 învățătorul școlii bisericești Constantin Bușilă este înlocuit de Profirii Spinei.
În anii 1923-1927 la biserica din Cîrnățeni, județul Tighina, a fost preot Pavel Danilov. La 1 ianuarie 1928, a fost transferat la biserica Sf. Teodor Tiron din Chișinău.
La 8 august 1927 este hirotonisit preotul Victor Cutierov care a preluat parohia bisericii.
Pe 15 iunie 1970 Episcopul Chișinăului Varfolomei a înmânat crucea pectorală preotului paroh al bisericii Constantin Bolgar, distincție a Patriarhului Alexei I al Moscovei. 
Icoanele din catapeteasma bisericii din satul Cîrnățeni au fost aduse de la mănăstirea Curchi. Catapeteasma a fost reconstruită în anii 90 de meșterul popular Anton Port din s. Popeasca sub parohia Protoiereului Ioan Pancu, care a activat aici din 1990.
Sub parohia preotului Victor Ghenciu în anul 2017 a fost efectuată o reparație capitală a bisericii.
În sat a mai existat o biserică mai mică din lemn, în imediată apropiere de cișmeaua din centrul istoric. Această biserică a fost incendiată pe timp de război.
Biserica „Sf. Arhangheli Mihail și Gavriil”⁠ a fost inclusă în lista monumentelor ocrotite de stat.

## Demografie
La începutul sec. XIX, pe la 1818 satul Cîrnățeni avea 240 de locuitori, dintre care 220 declarați moldoveni și 20 bulgari, de la care a rămas toponimul Zlatiș. 
În „Dicționarul Geografic al Basarabiei” Zamfir Arbore face următoarea descriere a localității: Cîrnățeni, sat vechi românesc, în județul Bender, așezat în valea Botnei, într-un hârtop, din dreapta. Face parte din volostea Căușenii-Noi, la 7 verste de Căușeni. La 1827, acest sat se compunea din 56 familii de țărani români. La 1822, guvernul rusesc a recunoscut țăranilor o proprietate de 1800 desetine, din cari 280 cu pădure, restul de pădure, pe o întindere de 2981 desetine, a rămas proprietatea statului. Pe atunci starea economică a țăranilor era înfloritoare. Țăranii posedau: 41 cai; 573 vite mari; 415 oi; 203 stupi; 3 mori și 63 case. Astăzi (începutul secolului al XX-lea) satul are 257 case, cu o populație de 2082 suflete; o biserică de piatră, cu hramul Sf. Mihail; 499 vite mari și 120 oi. Împrejurul satului sunt vii și grădini cu pomi.
Conform „Cărții de revizie” din 1835, în sat locuiau 202 bărbați și 197 femei. . Răspunzători pentru alcătuirea acestei revizii sunt alesul executiv Iacob, fiul lui Lupu Frunză, în vîrstă de 47 de ani, și starostele Hariton, fiul lui Grigorie Lozan în vârstă de 60 de ani. Starostii erau deja in vârstă, și nu aveau școală. Astfel, pentru ei s-a semnat Hariton, fiul lui Hariton Lozan în vârstă de 25 de ani. 
În 1859 satul avea 116 gospodării și locuiau 312 bărbați și 286 femei.
Recensământul din anul 1897 a stabilit 1148 de locuitori, dintre care 566 bărbați și 582 femei.
La recensământul general organizat în 1930 au fost consemnați 1852 locuitori, inclusiv: români – 1835 persoane; ruși – 12 persoane; evrei – 5 persoane. După limba maternă structura populației este identică cu cea etnică: limba română au declarat 1835 locuitori; limba rusă – 12 locuitori; limba idiș  – 5 locuitori.

### Evoluție istorică
| An   | Populație |
| ---- | --------- |
| 1818 | 240       |
| 1827 | 349       |
| 1835 | 399       |
| 1850 | 512       |
| 1859 | 598       |
| 1875 | 863       |
| 1897 | 1,148     |
| 1923 | 1,775     |
| 1930 | 1,852     |
| 1941 | 2,077     |
| 1989 | 2,931     |
| 2004 | 2,834     |
| 2014 | 2,739     |

### Structura etnică
Structura etnică a localității conform recensământului populației din 2004:

### Nume de familie populare
Cele mai populare 25 nume de familie conform „Cărții de telefoane” din anul 2007. Unele nume au fost rusificate în repetate rânduri în perioada dominării Imperiului Rus și cea sovietică, fapt urmărit în recensămintele din aceste timpuri, deși e evidentă genealogia acestora.
| Nr. Ord. | Nume de familie | Număr de familii |
| -------- | --------------- | ---------------- |
| 1        | Paniș           | 54               |
| 2        | Cioban(u)/Ceban | 53               |
| 3        | Dilan           | 44               |
| 4        | Balaban         | 43               |
| 5        | Golan           | 40               |
| 6        | Catruc          | 34               |
| 7        | Popov           | 32               |
| 8        | Savca           | 31               |
| 9        | Vârtos          | 31               |
| 10       | Damian/Damean   | 22               |
| 11       | Vartic          | 18               |
| 12       | Coadă/Coda      | 17               |
| 13       | Frunză(e)       | 16               |
| 14       | Burac           | 16               |
| 15       | Lozan           | 13               |
| 16       | Groza           | 12               |
| 17       | Botnari         | 12               |
| 18       | Muntean         | 11               |
| 19       | Țurcan          | 11               |
| 20       | Iordan          | 9                |
| 21       | Blidari         | 9                |
| 22       | Cacean          | 8                |
| 23       | Căldare         | 7                |
| 24       | Rață            | 6                |
| 25       | Burdujan        | 5                |

## Administrație și politică
Componența Consiliului local Cîrnățeni (11 consilieri), ales la 5 noiembrie 2023, este următoarea:
|  | Partid                                | Consilieri | Componență | Componență | Componență | Componență | Componență | Componență | Componență |
|  | ------------------------------------- | ---------- | ---------- | ---------- | ---------- | ---------- | ---------- | ---------- | ---------- |
|  | Partidul Acțiune și Solidaritate      | 7          |            |            |            |            |            |            |            |
|  | Partidul Liberal Democrat din Moldova | 2          |            |            |            |            |            |            |            |
|  | Partidul Social Democrat European     | 2          |            |            |            |            |            |            |            |

## Personalități

### Născuți în Cîrnățeni
- Anatolie Paniș (1932–2007), scriitor român,[49] fost deținut politic, silvicultor și neobosit luptător pentru corectitudine și dreptate.[50]
- Andrei Burac (1938–2020), poet, prozator, dramaturg, traducător și publicist. [51]
- Dumitru Căldare (n. 23.09.1945), doctor habilitat în filosofie, conferențiar universitar la Universitatea de Stat din Moldova
- Grigore Vârtosu (20.08.1961–20.07.1992), poet, membru al cenaclelor „Vatra”, „A. Mateeveci”, „Ștefan Vodă”, patriot și activist politic[52].
- Ștefan Lozan (1927–2021), cel mai longeviv președinte al Companiei „Teleradio-Moldova”. După ce și-a încheiat activitatea la Compania „Teleradio-Moldova”, Ștefan Lozan a muncit în calitate de consultant principal în Parlamentul Republicii Moldova (1994-1998). Întreaga sa viață și activitate Ștefan Lozan a povestit-o în cartea sa „Omul epocii sale”.

### Activitate
- Ion Ungureanu (1935-2017), actor, regizor, ministru al culturii și cultelor al Republicii Moldova (6 iunie 1990 - 5 aprilie 1994). A fost profesor de matematică la școala din Cîrnățeni în anul 1953.
- Petru Cărare (1935-2019), poet, prozator, publicist și dramaturg. Fostul coleg de bancă al lui Ion Ungureanu la Zaim, a continuat să-i fie coleg ca profesor de matematică la școala din Cîrnățeni în anul 1953.
- Timofei Roșca (n. 09.08.1942), doctor habilitat în filologie. Și-a început activitatea didactică ca învățător la școala din sat[53].

## Localități înfrățite
- Cîrnățenii Noi, Republica Moldova din 14 octombrie 2021[54]